# The Bund
The Bund [bʌnd] ist der international bekanntere englische Name einer langen Uferpromenade in der chinesischen Stadt Shanghai, am westlichen Ufer des Huangpu-Flusses gegenüber der Sonderwirtschaftszone Pudong. Ihr chinesischer Name ist Waitan (chinesisch 外灘 / 外滩, Pinyin Wàitān).

Der Bund 1897

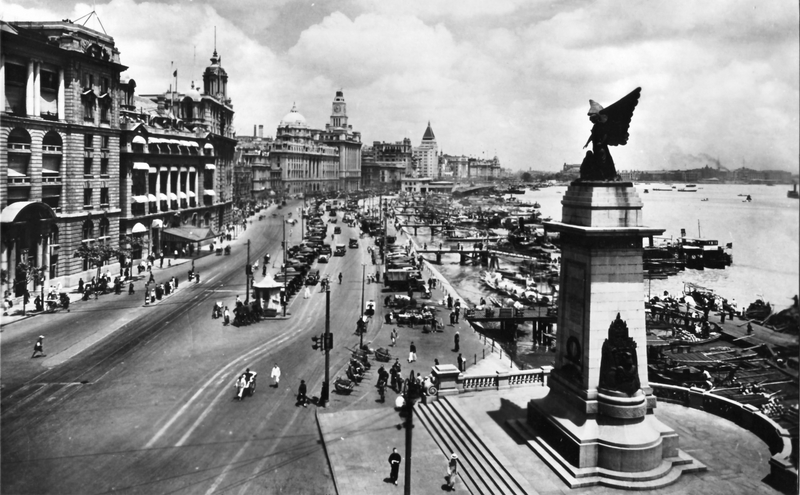
Der Bund 1928

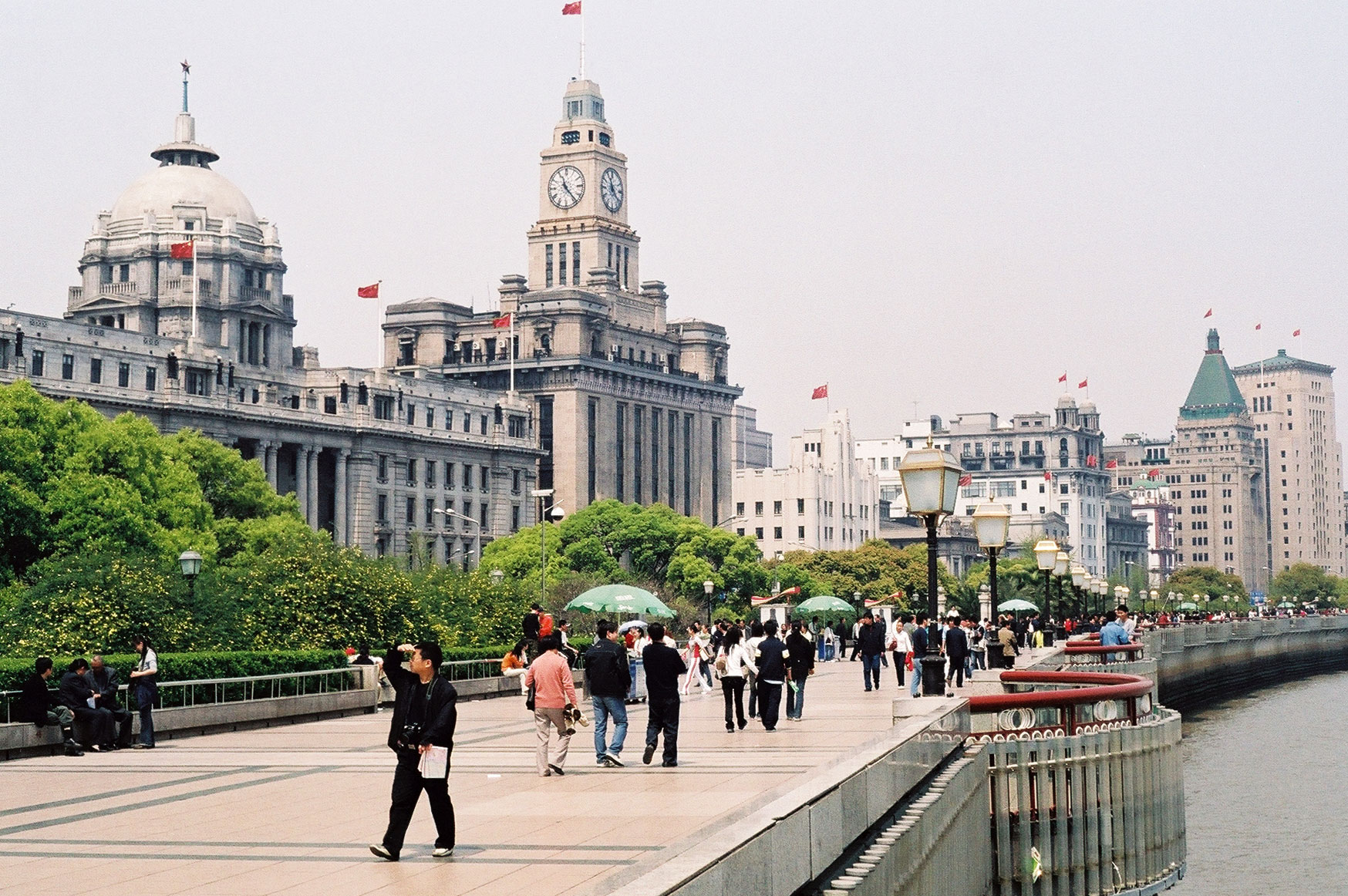
Fußgängerpromenade am Bund

Sie wurde in Vorbereitung der Expo 2010 seit 2008 neugestaltet und von 1,5 Kilometer auf 2,6 Kilometer verlängert.

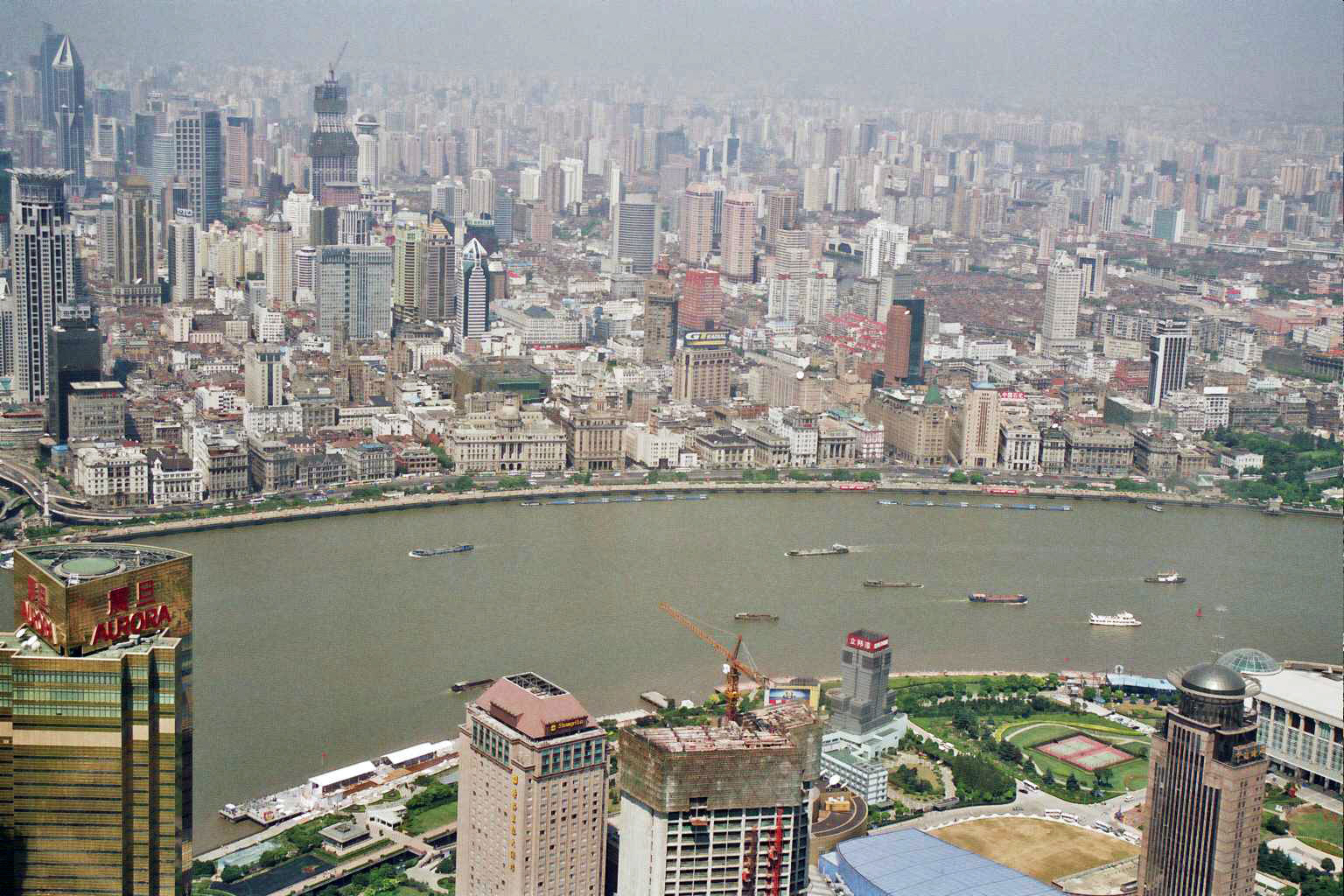
Der Bund vom Jinmao-Gebäude aus gesehen

Als Straßenviertel Waitan (外灘街道 / 外滩街道,  Wàitān Jiēdào) ist der Bund Bestandteil des Stadtbezirks Huangpu. Er besteht aus 52 Häusern unterschiedlichster Architekturstile und zählt zu den Haupttouristenattraktionen Shanghais. Offiziell ist der Bund ein Teil der Ringstraße Zhongshan Lu (中山路,  Zhōngshān Lù) und beginnt südlich des Suzhou-Flusses und der  Waibaidu-Brücke (外白渡橋 / 外白渡桥,  Wàibáidù Qiáo). Die Fläche beträgt 2,188 Quadratkilometer und die Einwohnerzahl 64.896 (Stand: Zensus 2020).

## Etymologie
Bund ging in die Englische Sprache aus dem Hindustani-Wort band ein, welches wiederum aus dem Persischen stammt. In Indien bezeichnete es künstliche Aufschüttungen wie Deiche und Dämme allgemein, während in den englischen Vertragshäfen in China damit ein Kai bezeichnet wurde.

## Geschichte
Ursprünglich war anstelle der heutigen Uferpromenade eine britische Niederlassung errichtet worden, etwas nördlich des damals noch ummauerten Shanghai. Mit dem zunehmenden Kolonialhandel am Ende des 19. Jahrhunderts und dem einsetzenden Bauboom wurden die Grundstückspreise höher und man errichtete höhere Gebäude, um Grundfläche zu sparen, was zu einer beachtlichen Skyline führte.
Seitdem ist der Bund einer der wichtigsten Finanzplätze Ostasiens.

## Statue am Bund
Nahe der Kreuzung mit der Nanjing Lu steht die einzige Bronzestatue am Bund, sie stellt Chen Yi dar, den ersten kommunistischen Bürgermeister der Stadt Shanghai.

## Gebäude am Bund
Zahlreiche Häuser sind historische europäische Kolonialbauten, in denen Banken, Konsulate und Unternehmen aus Großbritannien, Frankreich, den USA, Russland, dem Deutschen Reich und Japan untergebracht waren.
Entlang des Bund stehen folgende historisch bedeutsame Gebäude sortiert nach Hausnummer:
| Bild | Name / Adresse                                                              | Zeichen / Pinyin                                           | Anmerkungen |
| ---- | --------------------------------------------------------------------------- | ---------------------------------------------------------- | --- |
|      | Asia Building Zhongshan Dongyilu, Nr. 1                                     | 上海亚细亚大楼 Shànghǎi Yàxìyà Dàlóu                       | gebaut 1916, ursprünglich McBain Building, das Zweigstellen von Royal Dutch Shell und Asiatic Petroleum Company beherbergte                                               |
|      | Shanghai Club Zhongshan Dongyilu, Nr. 2                                     | 上海总会大楼 Shànghǎi Zǒnghuì Dàlóu                        | neu errichtet 1910, früher wichtigster Gesellschaftsklub für Briten in Shanghai                                                                                           |
|      | Union Building Zhongshan Dongyilu, Nr. 3                                    | 有利大楼 Yǒulì Dàlóu                                       | gebaut 1916, beherbergte Versicherungsunternehmen |
|      | Nissin Building Zhongshan Dongyilu, Nr. 5                                   | 日清大楼 Rìqīng Dàlóu                                      | beherbergte ein japanisches Transportunternehmen |
|      | The Great Northern Telegraph Corporation Building Zhongshan Dongyilu, Nr. 7 | 大北电报公司大楼 Dàběi Diànbào Gōngsī Dàlóu                | beherbergte The Great Northern Telegraph Company und war der Ort der ersten Telefonvermittlung in Shanghai 1882                                                           |
|      | China Merchants Bank Building Zhongshan Dongyilu, Nr. 9                     | 中国通商银行大楼 Zhōngguó Tōngshāng Yínháng Dàlóu          | beherbergte die erste von Chinesen geleitete Bank und ist seit 2005 der Flagshipstore des Modeunternehmens Shiatzy Chen                                                   |
|      | The HSBC Building Zhongshan Dongyilu, Nr. 12                                | 滙丰银行大楼 Huìfēng Yínháng Dàlóu                         | gebaut 1923, heute genutzt von der Shanghai Pudong Development Bank, war es früher das Shanghaier Hauptquartier der Hongkong and Shanghai Banking Corporation             |
|      | The Customs House Zhongshan Dongyilu, Nr. 13                                | 江海关 Jiānghǎiguān                                        | gebaut 1927 und dem Big Ben nachempfunden. Die Glocke und die Uhr wurden in England angefertigt.                                                                          |
|      | China Bank of Communications Building Zhongshan Dongyilu, Nr. 14            | 交通银行大楼 Jiāotōng Yínháng Dàlóu                        | war das zuletzt errichtete Gebäude und beherbergt heute die Shanghai Council of Trade Unions                                                                              |
|      | Russo-Chinese Bank Building Zhongshan Dongyilu, Nr. 15                      | 上海华俄道胜银行大楼 Shànghǎi Huá-É Dàoshèng Yínháng Dàlóu | heute die Shanghai Foreign Exchange |
|      | Bank of Taiwan Building Zhongshan Dongyilu, Nr. 16                          | 台湾银行大楼 Táiwān Yínháng Dàlóu                          | heute die China Merchants Bank |
|      | North China Daily News Building Zhongshan Dongyilu, Nr. 17                  | 字林大楼 Zìlín Dàlóu                                       | beherbergte die einflussreichste englische Zeitung in Shanghai, heute die AIA Insurance                                                                                   |
|      | Chartered Bank Building Zhongshan Dongyilu, Nr. 18                          | 麦加利银行大楼 Màijiālì Yínháng Dàlóu                      | beherbergte das Shanghaier Hauptquartier der Standard Chartered Bank |
|      | Palace Hotel Zhongshan Dongyilu, Nr. 19                                     | 和平饭店 Hépíng Fàndiàn                                    | heute Teil des Peace Hotels |
|      | Sassoon House Zhongshan Dongyilu, Nr. 20                                    | 沙逊大厦 Shāxùn Dàshà                                      | wurde von Sir Victor Sassoon aus der Familie Sassoon errichtet und beherbergte Shanghais prestigeträchtigstes Hotel das Cathay Hotel. Heute ist es Teil des Peace Hotels. |
|      | Bank of China Building Zhongshan Dongyilu, Nr. 23                           | 中国银行大楼 Zhōngguó Yínháng Dàlóu                        | beherbergte die Zentrale der Bank of China |
|      | Yokohama Specie Bank Building Zhongshan Dongyilu, Nr. 24                    | 横滨正金银行大楼 Héngbīn Zhèngjīn Yínháng Dàlóu            | beherbergte die japanische Yokohama Specie Bank |
|      | Yangtze Insurance Association Building Zhongshan Dongyilu, Nr. 26           | 扬子大楼 Yángzi Dàlóu                                      | beherbergt heute eine Filiale der Agricultural Bank of China |
|      | Jardine Matheson Building Zhongshan Dongyilu, Nr. 27                        | 怡和洋行大楼 Yíhé Yángxíng Dàlóu                           | beherbergte die Jardine, Matheson & Co. |
|      | Glen Line Building Beijinglu, Nr. 28                                        | 格林邮船大楼 Gélín Yóuchuán Dàlóu                          | beherbergt heute das Shanghai Broadcasting Board |
|      | Banque de l’Indochine Building Zhongshan Dongyilu, Nr. 29                   | 东方汇理银行大楼 Dōngfāng Huìlǐ Yínháng Dàlóu              | beherbergte die französische Banque de l’Indochine |
|      | Consulate-General of the United Kingdom Zhongshan Dongyilu, Nr. 33          | 英国驻上海总领事馆 Yīngguó zhù Shànghǎi Zǒnglǐngshìguǎn    | beherbergte das Generalkonsulat des Vereinigten Königreichs und heute das Hotel The Peninsula Shanghai                                                                    |

## Administrative Gliederung
Das Straßenviertel Waitan setzt sich aus 19 Einwohnergemeinschaften zusammen. Diese sind:
- Einwohnergemeinschaft Baoxinglu (宝兴路社区);
- Einwohnergemeinschaft Beijinglu (北京路社区);
- Einwohnergemeinschaft Dongfeng (东风社区);
- Einwohnergemeinschaft Funan (福南社区);
- Einwohnergemeinschaft Hankoulu (汉口路社区);
- Einwohnergemeinschaft Huqiulu (虎丘路社区);
- Einwohnergemeinschaft Jinling (金陵社区);
- Einwohnergemeinschaft Ningbolu (宁波路社区);
- Einwohnergemeinschaft Ruifu (瑞福社区);
- Einwohnergemeinschaft Shandong Beilu (山东北路社区);
- Einwohnergemeinschaft Shanxi Nanlu (山西南路社区);
- Einwohnergemeinschaft Shengze (盛泽居委会社区);
- Einwohnergemeinschaft Wuxilu (无锡路社区);
- Einwohnergemeinschaft Xinjian Ercun (新建二村社区);
- Einwohnergemeinschaft Yong'anlu (永安路);
- Einwohnergemeinschaft Yongshenglu (永胜路社区);
- Einwohnergemeinschaft Yunnanlu (云南路社区);
- Einwohnergemeinschaft Zhongshandong Yilu (中山东一路社区);
- Einwohnergemeinschaft Zhaotonglu (昭通路社区).